# بخش صاحبگانج
بخش صاحبگانج (به انگلیسی: Sahebganj district) یک منطقهٔ مسکونی در هند است که در Santhal Pargana division واقع شده‌است. بخش صاحبگانج ۱٬۵۹۹ کیلومتر مربع مساحت و ۱٬۱۵۰٬۵۶۷ نفر جمعیت دارد.